# Diaphorus nigribarbatus
Diaphorus nigribarbatus är en tvåvingeart som beskrevs av Octave Parent 1932. Diaphorus nigribarbatus ingår i släktet Diaphorus och familjen styltflugor. Inga underarter finns listade i Catalogue of Life.